# Andrenosoma tectamum
Andrenosoma tectamum är en tvåvingeart som först beskrevs av Walker 1849.  Andrenosoma tectamum ingår i släktet Andrenosoma och familjen rovflugor. Inga underarter finns listade i Catalogue of Life.